# Glashütte Original
Glashütte Original est une entreprise horlogère allemande de prestige, issue de la privatisation de VEB Glashütter Uhrenbetriebe en 1994. VEB Glashütter Uhrenbetriebe était un conglomérat est-allemand fondé en 1951 à partir des manufactures horlogères basées dans la ville de Glashütte. Parmi ces manufactures, on trouvait également A. Lange & Söhne, fondée en 1845.  
Elle est une des rares manufactures horlogères à produire elle-même ses propres mouvements. Elle fait partie de Swatch Group.

## Galerie de photos

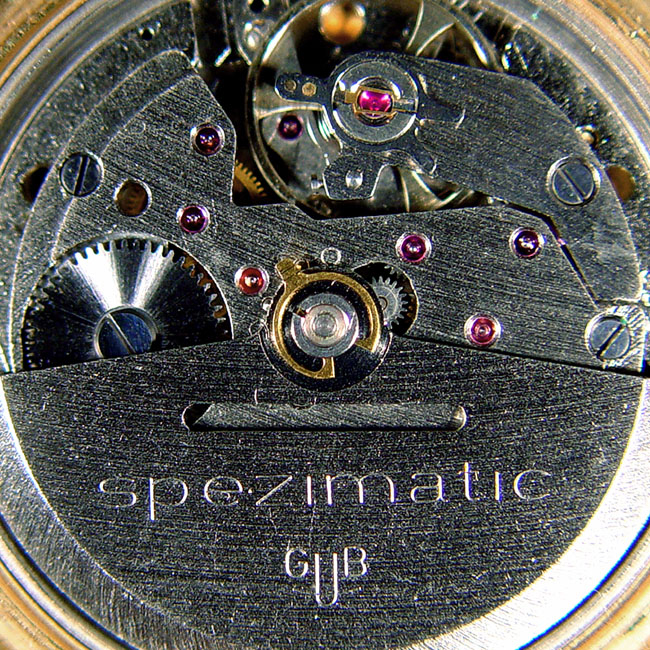
Spezimatic de Glashütte
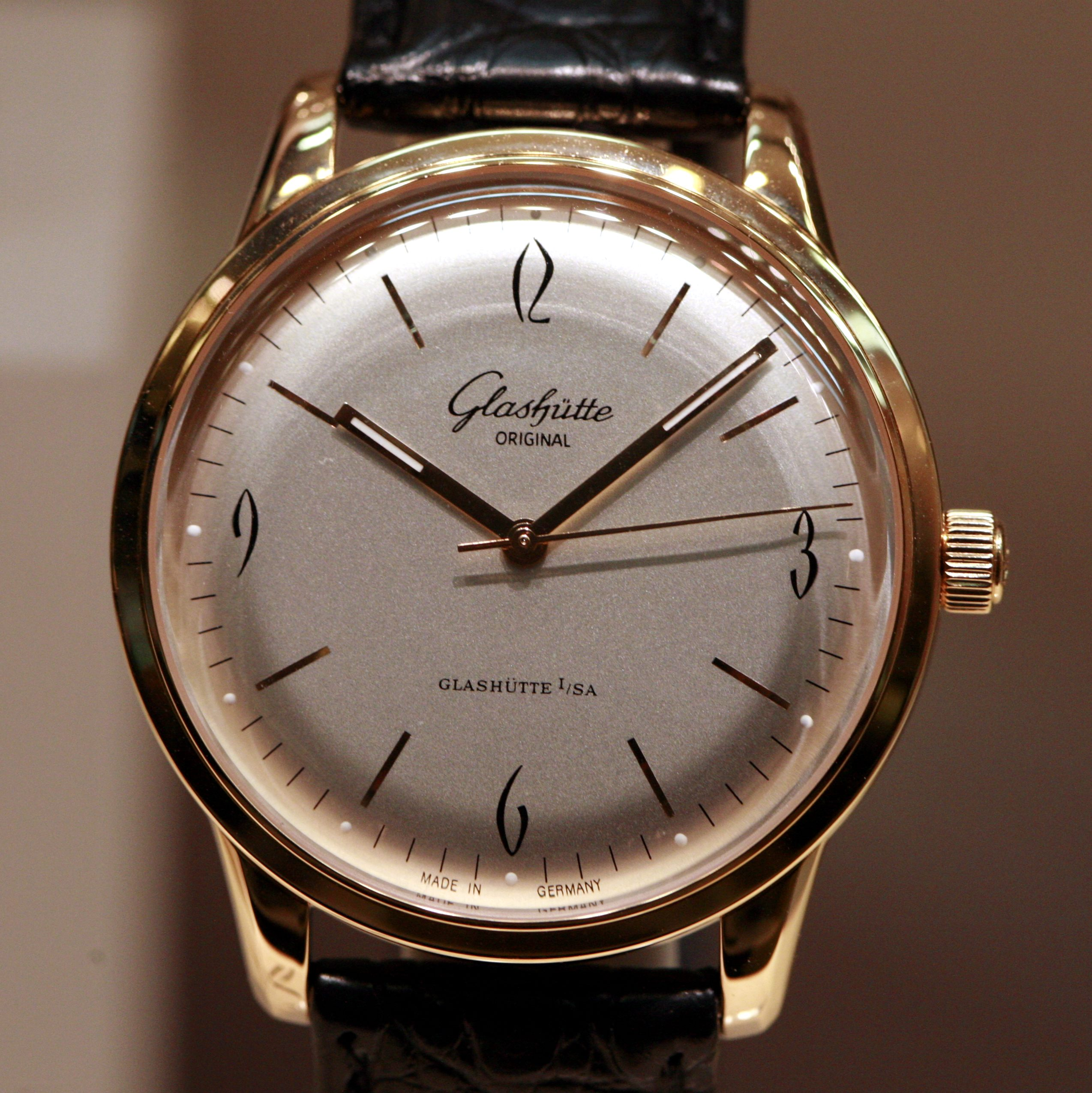
Le modèle Senator Sixties

## Voir également
- Glashütte
- Liste de marques horlogères